# クロスワード (ハドソン)
『クロスワード』（Crossword）は、ハドソンが2006年3月23日に発売したニンテンドーDS用ソフト。同社のパズルシリーズVol.2。
また、同年11月16日にはパズルシリーズVol.7として続編の『クロスワード2』が発売されている。

## クロスワード
- オーソドックスなクロスワードパズル。7×7・9×9・11×11・13×13・15×15の5段階のレベルにそれぞれ40問が用意されている他「段位認定」ではブロンズ・シルバー・ゴールド・プラチナのランク認定問題が用意されている。
- 初回出荷版には正しくマスを埋めてもクリア出来ないバグが存在し、無償交換が実施された。
- 北米では「SUDOKU 数独」と同様に任天堂が「Crossword DS」のタイトルで発売する予定である。

## クロスワード2
- 2006年11月16日発売。
- 前作と同様、段位認定モードが収録されている他、新モード「ご当地クロス」が追加され、日本の47都道府県にちなんだ全47問が出題される。
- 「SUDOKU 数独」と同様、前作に登場していた「てくてくエンジェル」のキャラクターは登場しなくなっている。